# Beth-elkerk (Maastricht)
De Beth-elkerk is een kerkgebouw van de Molukse Evangelische Kerk in de Nederlandse stad Maastricht, gelegen aan de Godefridus van Heerstraat 1 in Heer.

## Geschiedenis
In 1960 werd in de toen zelfstandige gemeente Heer een Molukse wijk ("Ambonezenwijk") gebouwd voor circa 80 gezinnen. In 1961 werd centraal in de wijk een protestantse kerk gebouwd, "Beth-el" genaamd, wat Huis van God betekent. Het kerkgebouw werd in 1962 ingezegend.
In 1991 is de Beth-Elkerk op de toren na afgebroken en onder architectuur van Josias Selanno weer opgebouwd. Op 5 december 1992 werd de kerk opnieuw ingewijd.
Het gebouw is van belang voor de Molukse gemeenschap van Maastricht, die nog steeds in deze wijk is geconcentreerd.

## Beschrijving
De Bet-elkerk is in 1961 gebouwd naar een ontwerp van architect Frans Dingemans en in 1991-1992 ingrijpend verbouwd. Het betreft een bakstenen zaalkerk onder een vrij vlak schilddak. De betonnen klokkentoren heeft een open klokkenstoel en is voorzien van een groot, stalen kruis in een nis. De kerk is grotendeels grijs geschilderd, op de bakstenen entreepartij na, die een opvallend roze luifel heeft. De kerktoren is wit geschilderd, passend bij de witte huizen in de wijk. De oorspronkelijke, nog door Dingemans ontworpen kerktoren vormt, samen met de omliggende bebouwing, een gemeentelijk monument.